# 꼬마여신 카린
《꼬마여신 카린》(かみちゃまかりん)은 코게돈보*의 만화 혹은 그것을 원작으로 한 TV 애니메이션이다. 대한민국에서는 2008년 1월 14일부터 카툰 네트워크 코리아에서 방영했다.

## 개요
나카요시의 2002년 12월호부터 연재되었다. 코믹스는 전 7권으로 당초에는 전, 후편의 단편작품이었지만 후에 연재화되었다. 2006년 6월호부터 꼬마여신 카린chu로 제목을 바꾸어 속편을 연재하고, 2008년 5월호로 7년간 연재를 했다.
2007년 4월 6일부터 TV 도쿄에서 애니메이션화가 되었다. 또 거기에 맞추어서 코미데지+의 vol.7과 vol.9에서 예외편이 되는 꼬마여신 카린+를 연재했다. (다만 vol.9에 게재된 최종이야기가 페이지의 차례가 어긋나서 vol.10에서 사과 만화와 함께 재게재되었다.)
덧붙여 연재 종료후에도, 나카요시 러블리에서 번외편이 게재되고 있다.

## 등장인물
성우는 애니메이션의 성우이며 왼쪽은 일본판, 오른쪽은 한국판이다.
하나조노 카린(花園 花鈴)
C.V. 나카하라 마이/이지영
본 작품의 주인공. 세이에이학원 사쿠라가오카중학부 1학년. 7월 3일생으로 14세의 게자리. O형으로 부모가 어릴 적에 사망하여 이모에게서 길러졌다. 공부든 운동이든 별로 특기라 할 만한 것이 없어 매일같이 이모에게 꾸중을 받고 자랐다가 사랑하는 애완동물인 시짱마저 죽어서 풀죽어 있었던 도중, 카즈네를 만나 카즈네의 집에서 살게 되었다.
어느 날, 부모에게 물려받은 반지의 힘으로 신이 되어버렸다(=신화(神化)). 신으로 변할 때 하는 대사는 "아이 엠 갓!!"(사실 여신(goddess)이지만, 작가가 멍청하게 보이기 위해서 신(god)이라고 썼다고 한다.)힘을 빌리고 있는 신은 아테나(지혜의 여신)과 아프로디테(사랑의 여신, chu에서부터.).
히메카와 친구로 카즈네와 함께 히메카를 지키기 위해서 카라스마와 싸운다. 언제나 머리를 묶고 있는 머리끈(chu에서는 날개가 붙어 있다)은 히메카에게 받은 물건.
밝고 적극적이며 이모부에게 가라테를 배웠다고 한다.
초기에는 고로케라고 하는 미확인 생물을 만들어 카즈네와 히메카를 경악시켰지만, chu로 가면서 카즈네와 자신의 식사를 만들 수 있게 되는 등 능숙해졌다.
취미는 만화를 그리는 것이며 chu에서 보이즈 러브 만화를 남몰래 숨겨 그렸던 것이 발각되었다.
사실은 쿠조 카즈토의 아내인 쿠조 스즈카이며, 히메카의 친엄마이다. 카즈네와는 태어나기 전부터 부부라는 것이 된다. 다만 카즈네는 쿠조 교수의 복사이지만 카린은 복사가 아닌 실험체이며, 반지의 힘에 의해서 이전의 기억이 없는 상태로 어려졌다. chu에서의 미래에서는 카즈네와 결혼해 스즈네라고 하는 아이가 있다.(미래의 카린은 카오스의 씨앗에 온갖 방법을 써서 대항하고 있어서 바쁘기 때문에, 지금의 카린들에게 스즈네를 맡기고 있다.) 새로운 미래에서는 수험에 합격해서 고교생이 되었다.
쿠조 카즈네(九条 和音)
C.V. 사와시로 미유키/손정아
세이에이학원 사쿠라가오카중학부 1학년. 카린이 이모와 살고있을 때에 만난 소년을 2월 1일생의 13세 물병자리 A형. 왼손잡이이며 학원에서는 카즈네즈라는 팬클럽이 있을 정도로 인기가 있다. 다만 벌레를 싫어해서 자주 기절을 한다. 벌레가 싫어진 것은 어릴 적에 히메카와 함께 숲에 놀러 갔을 때, 히메카가 벌레에 습격당해 그것을 쫓아버리려고 했을 때에 함정에 빠져 다양한 벌레에게 습격당했던 것이 계기가 된다.
카린과 같이 신화를 한다. 힘을 블리고 있는 신은 아폴론(태양신)과 chu에서는 삼귀신(三貴紳)중 한명인 우라노스(천공신).
남존여비발언등이 많기 때문에 카린과는 자주 싸우지만, 솔직 해질 수 없는 것뿐으로 카린을 누구보다 소중히 생각한다.
신화용으로 개조되었지만 어중간했기 때문에 신화했을 때에 발휘하는 능력은 상당히 높지만 그것을 장시간 지속시키지 못하고 또 신화 후에는 쓰러져 버린다. (chu에서는 조금 편해진 것 같다.)신화하는 것을 싫어하고 있지만, 카린을 지키기 위해서라도 계속하고 있다.
초등학생때에는 궁도부에 소속하고 있어서 궁도 초무도의 마음가짐이 있다. 성적도 우수하고 학년으로 5등 이내에는 들어가고 있다.
지금과는 정반대로 어릴 적에는 심약하고 괴롭힘을 당하고 히메카가 대신 복수를 해주었을 정도였지만 자신의 정체를 안 것으로 인해 히메카에게 "강해진다."라고 맹세해 변하게 되었다. 카린을 만나기 전부터 카린과 히메카 두사람을 지키려고 하는 의사는 강했던 것 같다.
또 어릴 적에는 엉뚱한 일로 타임 슬립을 한 카린과 만난 일이 있었다. 이 때는 지금의 카즈네와는 달리 매우 솔직하고 귀여운 성격으로, 카메라건이 계기로 카린과 사이가 좋아져서 따르고있다. 이때의 카즈네도 카린에 강한 호의를 안고 있었다고 생각한다.(단, 현대의 카즈네는 어릴 적에 만난 소녀가 카린본인인 것을 모르며, 카린도 타임 슬립 때 만난 아이를 카즈네라고 생각하지는 않는다.)
술에 약하고, 어린이용 샴페인이나 술의 냄새만으로도 취해버린다. 한 번 그렇게 되면 뭘 할지 모르기 때문에 꽤나 위험. 최근에는 연령 제한에 빠듯한 행동을 취한 우려가 있었다. 거짓말을 할때에는 비스듬히 아래를 보는 버릇이 있다.
실은 쿠조 카즈토의 클론이며(다만 카즈토의 기억은 일부 밖에 없다.)히메카의 부친이며 딸인 히메카와 아내인 카린을 지키려고 하고있다. 자신이 클론인것에 컴플렉스를 가지고있다. chu에서의 미래에서는 처음 카즈네는 다른 여자와 나갔다고 말해졌지만, 사실은 싸움으로 힘을 다 써 버려 쇠약해져버려 스즈네가 태어나자마자 사망해버렸다는 것이 밝혀졌다. 새로운 미래로는 카린과 결혼해, 아빠의 길을 걷는다.
쿠조 히메카(九条 姫香)
C.V. 시타야 노리코/하미경
카즈네의 사촌이라고하는 차분하고 상냥하며 사랑스러운 미소녀. 3월 14일 생의 14세 물고기 자리. AB형으로 조금 천연바보로 요리가 특기. 카즈네와 반대로 벌레를 너무 좋아한다. 좋아하는 음식은 커틀릿 계통의 반찬. 어조는 느리며 조금 어미를 펴서 이야기하거나 한다. 신시리즈는 에피소드0부터 영국으로 유학을 가버린다.
카즈네의 말로는 반쪽 존재로 키리오들에게 있는 히메카가 또 다른 반쪽. 그 탓으로 키리오에게 표적이 되고 있었다. 히메카(姫香)와 히메카(妃路)는 두 사람이 연동하고 있어, 히메카(姫香)쪽이 상태가 좋으면, 반대로 히메카(妃路)쪽의 상태가 나빠진다. 어릴 적에는 꽤 강한 여자여서 카즈네를 괴롭히는 아이들에게 지켜주거나했다.
카즈네에게는 특별히 강한 구상을 안고 있어서 자신을 위해서 언제나 터무니 없는 짓을하는 카즈네를 항상 걱정하고 있다. chu에서는 3권의 마지막에서 영국 유학에서 돌아왔다. 그러나, 카라스마 리카등에 의해서 사라져 버린다.
실은 쿠조 카즈토와 쿠조 스즈카 사이의 딸이며 카즈네와 카린의 딸이된다. 쿠조 교수의 연구 성과가 새겨져 있으면 카라스마동언의 부활과 제우스의 반지의 재생에 필요한 것 같다.
카라스마 키리오(烏丸 キリオ)
C.V. 아사누마 신타로/정명준
카라스마 키리카(烏丸 霧火)
C.V. 카이다 유키/이명선
냐케/시짱 (ニャケ / しーちゃん)
C.V. 카토 나나에/이윤희
니시키오리 미치루 (錦織 みちる)
C.V. 이시다 아키라, 와카쇼 미유키(6살)/김광국
이미영 (李 美永)
C.V. 무라이 카즈사
사쿠라이 유우키(桜井 優生)
C.V. 요시노 히로유키/김광국
카라스마 히메카(烏丸 妃路)
C.V. 요시즈미 코즈에/하미경
아미(愛美)
쿠조 카즈토(九条 和人)
C.V. 시무라 토모유키→치바 스스무
카라스마 키리히코(烏丸 桐彦)
C.V. 키리이 다이스케
카즈사(和佐)
C.V. 미야자키 우이
큐짱(キューちゃん)
C.V. 아카키 스스무
- 여기서부터는 꼬마여신 카린 chu에서부터 등장하는 인물들이다.

스즈네(鈴音)
C.V. 코야마 키미코
쿠가 진(久我 神)
C.V. 스즈키 타츠히사
카라스마 리카(烏丸 リカ)
C.V. 요시즈미 코즈에/이계윤
츠츠미 신겐(堤 信玄)
- 외의 인물들

카즈네즈(和音ーズ)
밋치리앙(ミッチリアン)
jin's

## 용어
신화(神化)
신화(神化)반지로 신으로 변신을 하는 능력.
신화(神化)반지
신화를 하기 위해서 쓰는 반지. 쿠조 카즈히토가 신화(神化)데이터를 카라스마 키리히코에게서 히메카를 지키기 위해 만들었다.
카오스의 씨앗
chu에서 등장하는 씨앗으로, 카라스마 리카가 사용하며 카오스의 꽃으로 성장을 한다.
크로노스의 시계
chu에서 등장하며, 애니메이션 오프닝에서도 등장한다. 미래와 과거로 이동할 수 있으며, 카린은 chu에서 신화(神化)반지를 제외하고도 이 물건이 있어야만 변신을 할 수 있다.

### 지금까지 신화를 한 인물
- 하나조노 카린 (아테네, chu에서는 아프로디테애니메이션과 원작 7권 마지막에서 제우스의 반지로 변신을 하기도 한다.)
- 쿠조 카즈네 (아폴로, 우라노스)
- 냐케(니케)
- 카라스마 키리오(아레스)
- 카라스마 키리카(닉스)
- 카즈사(카즈네의 반지를 빌려서 가끔 아폴로로 신화, 본체인 새는 아르테미스)
- 니시키오리 미치루(넵투누스)
- 쿠가 진(하데스)

## 서적

### 일본

#### 꼬마여신 카린
KC디럭스
꼬마여신 카린（1）ISBN 4-06-334759-1- 2003년9월5일발행
꼬마여신 카린（2）ISBN 4-06-334830-X- 2003년12월5일발행
꼬마여신 카린（3）ISBN 4-06-334858-X- 2004년3월5일발행
꼬마여신 카린（4）ISBN 4-06-334895-4- 2004년7월2일발행
꼬마여신 카린（5）ISBN 4-06-334951-9- 2004년12월6일발행
꼬마여신 카린（6）ISBN 4-06-372005-5- 2005년4월30일발행
꼬마여신 카린（7）ISBN 4-06-372108-6- 2005년12월6일발행

#### 꼬마여신 카린chu
나카요시KC
초회에는 컬러일러스트가 한점 있다.
꼬마여신카린chu（1）ISBN 4-06-364119-8- 2006년9월6일발행
꼬마여신카린chu（2）ISBN 4-06-364133-3- 2006년12월28일발행
꼬마여신카린chu（3）ISBN 4063641455 {{isbn}}의 변수 오류: 유효하지 않은 ISBN.- 2007년4월6일발행
꼬마여신카린chu（4）ISBN 4063641523 {{isbn}}의 변수 오류: 유효하지 않은 ISBN.- 2007년7월6일발행
꼬마여신카린chu（5）ISBN 4063641639 {{isbn}}의 변수 오류: 유효하지 않은 ISBN.- 2007년9월20일발행
꼬마여신카린chu（6）ISBN 4063641752 {{isbn}}의 변수 오류: 유효하지 않은 ISBN.- 2008년2월6일발행
꼬마여신카린chu（7）ISBN 4063641882 {{isbn}}의 변수 오류: 유효하지 않은 ISBN.- 2008년7월4일발행
프리미엄KC
클리어케이스, 소책자가 붙는다. 컬러일러스트 2점.
꼬마여신카린chu（1）특장판 ISBN 4-06-362063-8- 2006년9월6일발행
꼬마여신카린chu（2）특장판 ISBN 4-06-362072-7- 2006년12월28일발행
꼬마여신카린chu（3）특장판 ISBN 4063620764 {{isbn}}의 변수 오류: 유효하지 않은 ISBN.- 2007년4월6일발행
꼬마여신카린chu（4）특장판 ISBN 4-06-362083-2- 2007년7월6일발행
꼬마여신카린chu（5）특장판 ISBN 4063620931 {{isbn}}의 변수 오류: 유효하지 않은 ISBN.- 2007년9월20일발행
꼬마여신카린chu（6）특장판 ISBN 4063620993 {{isbn}}의 변수 오류: 유효하지 않은 ISBN.- 2008년2월6일발행
꼬마여신카린chu（7）특장판 ISBN 4063621167 {{isbn}}의 변수 오류: 유효하지 않은 ISBN.- 2008년7월4일발행 ※소책자 대신에 소책자수납케이스를 준다

### 한국

#### 꼬마여신 카린
메이퀸코믹스
꼬마여신카린（1）- 2003년 12월 29일발행
꼬마여신카린（2）- 2004년 2월 16일발행
꼬마여신카린（3）- 2004년 4월 13일발행
꼬마여신카린（4）- 2004년 8월 25일발행
꼬마여신카린（5）- 2005년 2월 25일발행
꼬마여신카린（6）- 2005년 6월 25일발행
꼬마여신카린（7）- 2006년 1월 15일발행

#### 꼬마여신 카린chu
메이퀸코믹스
통상판이 아닌 특장판을 편집해서 출판중.
꼬마여신카린chu (1) - 2009년 3월 30일발행
꼬마여신카린chu (2) - 2009년 4월 25일발행
꼬마여신카린chu (3) - 2009년 5월 발행
꼬마여신카린chu (4) - 2009년 6월 발행

## 애니메이션
2007년 4월 6일부터 동년 9월 28일까지 TV 도쿄 계열에서 매주 금요일 오후 5:30 ~ 저녁 6:00에 방영. 원작과의 다른 점은 무인과 chu를 혼합한 스토리라는 것이다.

### 스탭
- 원작：코게돈보*（코단샤〈나카요시〉연재《꼬마여신 카린》・《꼬마여신 카린chu》）
- 기획：古川陽子,佐藤道明
- 기획협력：코단샤〈나카요시〉편집부(松本智,五味秀晴),松下卓也,堀謙太郎,山谷奈久留,園部幸夫
- 감독：안노 타카시
- 시리즈구성：柿原優子
- 캐릭터디자인：篠原健二
- 게스트캐릭터디자인：아오이 사요
- 소품 디자인：宮本崇
- 총제작감독：石橋有希子,野口孝行
- 미술감독,미술설정：春日礼児
- 색체설계：木村聡子
- 촬영감독：岩崎敦
- 음악감독：明田川進
- 음악：辻陽
- 음악프로듀서：伊藤善之,斎藤滋
- 프로듀서：吉野文,高橋知子,高畑裕一郎
- 애니메이션프로듀서：兼坂勝利
- 애니메이션제작：사테라이트
- 제작：TV도쿄, NAS, 포니캐년

### 주제가
오프닝테마《암흑천국(暗黒天国)》（1화〜26화）
노래：ALI PROJECT, 작사：宝野アリカ, 작곡・편곡：片倉三起也
1~25화까지는 오프닝의 마지막 부분의 사진이 태워진 사진과 찢겨진 사진이 있었으나, 26화에서는 원래의 모습이 나온다.
엔딩테마1《아네모네(アネモネ)》（1화〜13화）
노래：나카하라 마이, 작사・작곡：micco, 편곡：菊池達也
엔딩테마2《공중정원(空中迷路)》（14화〜26화,26화는 2절까지）
노래：marble, 작사・작곡：micco, 편곡：菊池達也

### 각화명리스트
| 화수 | 서브타이틀                       | 서브타이틀                         | 각본       | 그림콘티          | 연출            | 작화감독                                                  |
| ---- | -------------------------------- | ---------------------------------- | ---------- | ----------------- | --------------- | --------------------------------------------------------- |
| 1    | 카린짱의 신비한 반지다시         | 花鈴ちゃんのふしぎな指輪だしー     | 柿原優子   | 安濃高志          | 安濃高志        | 臼田美夫                                                  |
| 2    | 카린짱, 신으로 변신이다시        | 花鈴ちゃん、かみちゃまに変神だしー | 柿原優子   | 夕澄慶英 山口武志 | 清水一伸        | 清水智子 栗原学 服部憲知                                  |
| 3    | 히메카짱의 비밀다시              | 姫香ちゃんの秘密だしー             | 広田光毅   | 柳瀬雄之          | 柳瀬雄之        | 輿石暁                                                    |
| 4    | 시짱과의 재회다시                | しーちゃんとの再会だしー           | 竹内利光   | 泉明宏            | 泉明宏 浅見松雄 | 青鉢芳信 増谷三郎                                         |
| 5    | 카즈네군의 중간고사 대작전다시   | 和音くんの中間テスト大作戦だしー   | 竹内利光   | 山崎茂            | 山崎茂          | こかいゆうじ                                              |
| 6    | 엄청 굉장한, 사랑하는 학원제다시 | どすこい、恋する学園祭だしー       | 広田光毅   | 池田重隆          | 池田重隆        | 張誠浩                                                    |
| 7    | 서둘러라, 춤추는 학원제다시      | はっけよい、踊る学園祭だしー       | 柿原優子   | 木宮茂            | 清水一伸        | 栗原学 服部憲知 清水智子                                  |
| 8    | 반지를 잃어버렸다시              | 指輪が消えちゃったんだしー         | 柿原優子   | 須永司            | 安濃高志        | 臼田美夫                                                  |
| 9    | 수수께끼의 전학생, 엄청멋있다시  | なぞの転校生、かっこいいんだしー   | 広田光毅   | 福冨博            | 黒田晃一郎      | 山本道隆 井上義勝 宮下雄次 栗原基彦                       |
| 10   | 밋치의 두근두근 온천투어다시     | ミッチーのドキドキ温泉ツアーだしー | 竹内利光   | 柳瀬雄之          | 柳瀬雄之        | 輿石暁                                                    |
| 11   | 신비한 빛에 찰싹이다시           | 不思議な光でぴったんこだしー       | 竹内利光   | 渡辺浩成          | 長尾粛          | 田中保 臼田美夫 輿石暁                                    |
| 12   | 아듀~ 카린의 첫사랑아다시        | アデュー、花鈴ちゃんの初恋だしー   | 広田光毅   | 山崎茂            | 山崎茂          | こかいゆうじ                                              |
| 13   | 카즈네군과 러브러브 데이트!?다시 | 和音くんとラブラブデート!? だしー  | 柿原優子   | 木宮茂            | 斉藤博子        | 中野彰子                                                  |
| 14   | 물가다시                         | 渚だしー                           | 広田光毅   | 政木伸一          | 山田徹          | 向山祐治 佐久間健 藤田正幸                                |
| 15   | 섬머타임블루스다시               | サマータイムブルースだしー         | 竹内利光   | 森田稔            | 森田稔          | 臼田美夫                                                  |
| 16   | 프레젠트는 수수께끼의 반지다시   | プレゼントは謎の指輪だしー         | 柿原優子   | 柳瀬雄之          | 柳瀬雄之        | 輿石暁                                                    |
| 17   | 키리카선배의 고백이다시          | 霧火先輩の告白だしー               | 柿原優子   | 長尾粛            | 長尾粛          | 宮下雄次 栗原基彦                                         |
| 18   | 라이벌은 카즈네왕자다시          | 竹内利光                           | 西澤きぬこ | 山田徹            | 藤田正幸        |                                                           |
| 19   | 사랑의 극장, 기다릴 수 없어다시  | 愛の劇場、待ったなしだしー         | 広田光毅   | 奥村吉昭          | 山崎茂          | こかいゆうじ                                              |
| 20   | 밋치, 어서~와♪다시               | ミッチー、いらっしゃ～い♪だしー    | 広田光毅   | 福島一三          | 斉藤博子        | 中野彰子                                                  |
| 21   | 히메카짱과 점쟁이 안경잡이다시   | 姫香ちゃんと占いメガネっ子だしー   | 竹内利光   | 石田暢            | 小野田雄亮      | 臼田美夫                                                  |
| 22   | 카즈네군? 축제다시               | 和音くん? とお祭りだしー           | 柿原優子   | 西澤きぬこ        | 山田徹          | 向山祐治 藤田正幸 佐久間健                                |
| 23   | 카라스마네 집, 방문이다시        | 烏丸さんち、お宅はいけんだしー     | 竹内利光   | 柳瀬雄之          | 柳瀬雄之        | 輿石暁                                                    |
| 24   | 저쪽도 이쪽도 안경잡이다시       | あっちもこっちもメガネッ子だしー   | 広田光毅   | 福島一三          | 斉藤博子        | 中野彰子                                                  |
| 25   | 제우스의 반지의 미궁이다시       | ゼウスの指輪の迷宮だしー           | 柿原優子   | 山崎茂            | 小野田雄亮      | こかいゆうじ                                              |
| 26   | 시간과 공간의 미아들             | 時空の迷い子たち                   | 柿原優子   | 安濃高志          | 森田稔          | 臼田美夫 柳昇希 石橋有希子 野口孝行 こかいゆうじ 篠原健二 |

### 원작과의 다른 점
- 꼬마여신 카린에 꼬마여신 카린chu의 요소를 포함하는 등 일부 설정이 변경되었다.
- 애니메이션과 원작에서는 크로노스의 시계,신화 반지, 지팡이, 아테나의 신화복, 신화시 때의 카린의 머리 모양이 다소 다르다.
- 카린과 스즈네의 첫 대면이, 애니메이션과 원작에서 너무 차이가 난다. 원작에서는 chu 제1화에서 카린이 자고 있던 침대에서 돌연 등장하나, 애니메이션에서는 제8화에서 카린이 뛰다가 넘어진 스즈네를 본 것으로 시작한다.
- 최종화에서 카린이 미치루에게 받은 반지의 신화 모습이 다르다. (디자인은 원작자인 코게돈보*가 하였다.)

## 관련 상품

### DVD
꼬마여신카린 (1) PCBG-51075 - 2007년 7월 20일 발매
초회한정특전특별부록：꼬마여신 카린 엑스트라 에디션(코게돈보*가 새로 그린 단편만화와 설정자료등을 첨부한 소책자 44p)
영상특전：오프닝〈암흑천국〉 논크레딧 버전
꼬마여신카린 (2) PCBG-51076(셀),PCBG-71076(렌탈) - 2007년 8월 17일 발매
초회한정특전부록：DVD박스
영상특전：엔딩〈아네모네〉 논크레딧 버전
꼬마여신카린 (3) PCBG-51077(셀),PCBG-71077(렌탈) - 2007년 9월 19일발매
초회한정특전부록：미니캐릭터스티커
영상특전：오프닝〈암흑천국〉 논크레딧 온 에어 버전
꼬마여신카린 (4) PCBG-51078(셀),PCBG-71078(렌탈) - 2007년 10월 17일발매
초회한정특전부록：미니캐릭터스티커
영상특전：엔딩〈공중미로〉 논크레딧 버전
꼬마여신카린 (5) PCBG-51079(셀),PCBG-71079(렌탈) - 2007년 11월 21일발매
초회한정특전부록：미니캐릭터스티커
영상특전：DVD TVCM집 1
꼬마여신카린 (6) PCBG-51080(셀),PCBG-71080(렌탈) - 2007년 12월 19일발매
초회한정특전부록：미니캐릭터스티커
영상특전：DVD TVCM집 2
꼬마여신카린 (7) PCBG-51080(셀), PCBG-71080(렌탈) - 2007년 12월 28일발매
초회한정특전부록：꼬마여신 카린 엑스트라 에디션 (사랑과 정의의 학생회장 키리오 vs 애송이신, 꼬마여신카린+ 파이널 로 코믹스 미수록의 단편만화)
영상특전：오프닝〈암흑천국〉 최종화 논크레딧 버전, 엔딩〈아네모네〉 최종화 논크레딧 버전, 논텔롭오프닝(가사추가),방송영상집

## 비고
애니메이션 잡지 아니메디아의 2007년 1월호에 "애니메이션화했으면 하는 원작 작품 랭킹"에서 8위정도 랭킹했던 적이 있다.